# Сім'янин (мультсеріал)
«Сім'янин» (англ. Family Guy) — американський комедійно-сатиричний мультсеріал, який створив Сет Мак-Фарлейн 1999 року. Серіал розповідає про життя Пітера Гріфіна та його родини, яка проживає в Куагоґу (англ. Quahog), вигаданому передмісті Провіденса, столиці Род-Айленду.
Вперше серіал було показано в ефірі американського телеканалу «FOX». У 2000 та 2002 роках серіал було закрито, втім 2005 року виробництво серіалу було поновлено, зокрема завдяки високим продажам серіалу на DVD, високим рейтингам на каналі «Adult Swim» та активним проханням шанувальників серіалу.
В Україні мультсеріал транслювали на каналах «QTV» і «НЛО TV».

## Опис

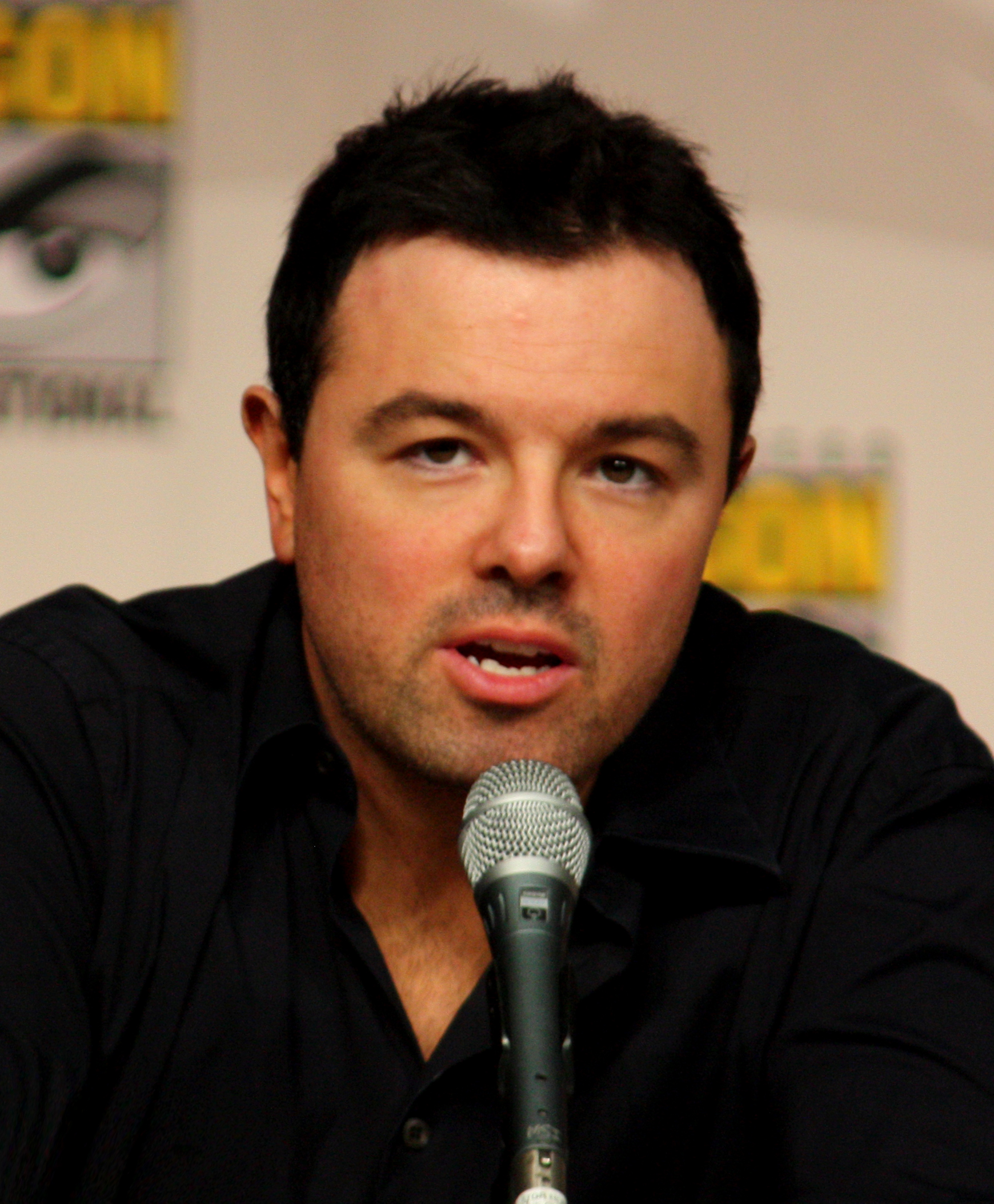
Творець серіалу Сет Мак-Фарлейн

Мультсеріал «Сім'янин» створив Сет Мак-Фарлейн для Fox Broadcasting Company. У центрі подій — Гріфіни — неблагонадійна родина, що складається з батьків Пітера та Лоїс, їх дітей Меґ, Кріса та Стюї, та їхнього антропоморфного собаки Браяна. У Мак-Фарлейна часто використовуються врізки у вигляді коротких уривків-пародій на явища американської культури, політики, або повсякдення. Дія серіалу відбувається у вигаданому місті Куагоґ, штат Род-Айленд, це пов'язано з тим, що саме в Род-Айленді проходило дитинство та освіта Мак-Фарлейна.
Сет Мак-Фарлейн замислив «Сім'янина» після розробки двох анімаційних фільмів «Життя Ларі» (англ. The Life of Larry) та «Ларі та Стів» (англ. Larry & Steve). Він вирішив змінити головних героїв фільмів Ларі та його собаку Стіва та перейменувати їх відповідно на Пітера та Браяна. Після показу третього сезону FOX вирішив скасувати показ серіалу. З усім тим, добрі продажі DVD та високі рейтинги повторів переконали керівництво відновити виробництво серіалу 2004 року.
«Сім'янина» було номіновано на 11 премій Еммі та 11 нагород Енні та виграно по 3 кожної. Серіал також здобув 3 премії Golden Reel Award. 2009 року його було номіновано на здобуття премії Еммі як найкращий комедійний серіал, вперше мультсеріал було представлено в цій номінації шоу «Флінстоуни».
Мультсеріал також отримував негативну критику, у тому числі за свою схожість з мультсеріалом «Сімпсони»[джерело?].
Багато з того, що не потрапило в ефір було включено до спеціального випуску DVD 2005 року, зокрема епізод «Стюї Гріфін: Нерозказана історія» (англ. «Stewie Griffin: The Untold Story»). Також виходили: комбо-DVD з музикою з шоу, створеною Мак-Фарлейном та Волтером Мерфі; відеогра та пінбол-машина, випущені у 2006 та 2007 роках відповідно. З 2005 року вийшло шість книг, виданих «Harper Collins», заснованих на «Світі сім'янина». 2008 року Сет Мак-Фарлейн підтвердив, що він зацікавлений у подальшому виробництві мультсеріалу та створенні спін-оффу ― «Шоу Клівленда», прем'єра якого відбулась 27 вересня 2009 року. Того ж дня і відбулася прем'єра восьмого сезону мультсеріалу «Сім'янин».
В Україні мультсеріал озвучувався фан-командою «Filiza Studio» російською мовою, а з 9 травня 2011 відбулася прем'єра українською мовою на телеканалі QTV під назвою «Гріфіни».

## Історія створення
Під час навчання в Род-Айлендській школі дизайну, Мак-Фарлейн створив короткометражку «Життя Ларі», героями в якому були:
- літній товстун Ларі Камінгс;
- цинічний пес Стів, що вмів говорити;
- поміркована дружина Ларі Лоїс;
- їх гладкий син-підліток Мілт.

Фільм починається з того, що автор від імені самого себе коротко знайомить глядачів з персонажами. Після того, як Мак-Фарлейн найнявся на роботу на студію Hanna-Barbera, у нього з'явилась можливість продовжити роботу, результатом якої став 7-хвилинний ролик під назвою «Ларі та Стів». Фільм озвучив сам Мак-Фарлейн (Ларі, його собака Стів та інші) та Лорі Алан, який дав голоси іншим персонажам.
Ідея створення «Сім'янина» з'явилась у Мак-Фарлейна 1997 року, коли він розвинув її з двох своїх короткометражних мультфільмів. Короткометражки привернули увагу телекомпанії FOX, яка дала 50 тис. доларів на створення пілотної серії. Мак-Фарлейн завершив 11-хвилинну пілотну серію після 6 місяців роботи.
Задоволена пілотом, FOX дала серіалу «Сім'янин» «зелене світло». Хоча спочатку FOX оголосив про скасування показу після другого сезону, було знято і третій сезон, після чого виробництво мультсеріалу припинили.
З усім тим, повтори на «Adult Swim» підігріли цікавість до серіалу, а високий рівень продажів DVD — було продано понад 2,2 млн примірників — довели сталий інтерес до серіалу. «Сім'янин» повернувся у виробництво, ставши першим телешоу, відродженим за показниками продажів DVD-дисків. Тодішній президент FOX Гейл Бергман заявила, що рішення скасувати виробництво шоу було одним з найскладніших рішень і вона щаслива, що серіал повернувся.
У листопаді 2007 року вийшов в ефір сотий епізод «Сім'янина». Результатом роботи стали покази серіалу в багатьох країнах світу, а контракт на виробництво нових епізодів продовжено до 2012 року.
У січні 2019 року мультсеріал відзначив 20-річчя з дня виходу першої серії.

## Головні персонажі
- Пітер Гріфін, 42 (іноді 43) роки — Батько сімейства, розумово відсталий невдаха.
- Лоіс Гріфін, 40 років — Мати сімейства, домогосподарка.
- Меґ Гріфін, 16 (пізніше 17) років — Дочка сімейства, «ботанічка».
- Кріс Гріфін, 13 років — Старший син сімейства, має гени батька.
- Стьюї Гріфін, 1 рік — Молодший син сімейства, найрозумніший член сімейства, злий геній, ненавидить свою родину.
- Брайан Гріфін, 8-9 років — Пес сімейства, який вміє розмовляти, курить, п'є, читає і має чудовий голос.

## Озвучування та дубляж
| Основний акторський склад                                                  | Основний акторський склад                                        | Основний акторський склад  | Основний акторський склад | Основний акторський склад                                     |
| -------------------------------------------------------------------------- | ---------------------------------------------------------------- | -------------------------- | ------------------------- | ------------------------------------------------------------- |
|                                                                            |                                                                  |                            |                           |                                                               |
| Сет Мак-Фарлейн                                                            | Алекс Борштейн                                                   | Сет Грін                   | Міла Куніс                | Майк Генрі                                                    |
| Пітер, Стьюї, Браян, Гленн Куагмайр, Том Такер, Картер П'ютершмідт та інші | Лоіс, Лоретта Браун, Барбара П'ютершмідт, Триша Таканава та інші | Кріс, Нейл Голдман та інші | Мег                       | Клівленд Браун, Клівленд Браун Молодший, Джон Герберт та інші |

Мультсеріал українською мовою з 1 по 11 сезони озвучено студією «ISP Film» на замовлення телеканалу «QTV». З 10 по 15 сезони дубльовано студією «Так Треба Продакшн» на замовлення каналу «НЛО TV».
| Персонаж             | Багатоголосе закадрове озвучення студії «ISP Film»                                                              | Дубляж студії «Так Треба Продакшн» |
| Головні персонажі    | Головні персонажі                                                                                               | Головні персонажі                  |
| -------------------- | --- | ---------------------------------- |
| Пітер Гріфін         | Юрій Кудрявець (1—2 сезони) Валерій Легін (переозвучення 1—2 сезонів, 3—7 сезони) Олексій Семенов (8—11 сезони) | Роман Семисал                      |
| Лоіс Гріфін          | Катерина Буцька                                                                                                 | Марина Локтіонова                  |
| Кріс Гріфін          | Катерина Буцька                                                                                                 | Дмитро Терещук                     |
| Меґ Гріфін           | Катерина Буцька                                                                                                 | Наталя Денисенко                   |
| Стьюї Гріфін         | Борис Георгієвський                                                                                             | Павло Скороходько                  |
| Брайан Гріфін        | Борис Георгієвський                                                                                             | Євген Пашин                        |
| Другорядні персонажі | |                                    |
| Клівленд Браун       | Юрій Кудрявець Олександр Чмихалов (деякі серії)                                                                 | Роман Чорний                       |
| Ґлен Кваґмайр        | Юрій Кудрявець Олександр Чмихалов (деякі серії)                                                                 | Павло Лі                           |
| Джо Свонсон          | Борис Георгієвський                                                                                             | Роман Чупіс                        |
| Боні Свонсон         | Катерина Буцька                                                                                                 | Катерина Буцька                    |
| Картер П'ютершмідт   | Борис Георгієвський                                                                                             | Ярослав Чорненький                 |
| Том Такер            | Борис Георгієвський                                                                                             | Ярослав Чорненький                 |
| Джон Герберт         | Борис Георгієвський                                                                                             | Дмитро Терещук                     |
| Диктор               | Борис Георгієвський                                                                                             | Дмитро Терещук                     |

А також: Володимир Терещук і Наталя Поліщук.

## Цікаві факти
- Всі члени родини Гріфінів впродовж серіалу хоча б раз з'являлись в одязі протилежної статі.
- Мультсеріал згадується в «Південному парку», «Футурамі» та «Сімпсонах». Зокрема зображення Пітера Гріфіна з'являлося в одному з епізодів «Сімпсонів» у списку злочинців Америки зі звинуваченням у плагіаті, а також у серії, де Гомер Сімпсон купує магічного гамака, який створює клонів — Пітер є серед клонів.
- 2007 року компанія «Stern» випустила на ринок аркадний ігровий автомат «Family Guy».
- «Сім'янина» заборонено до показу в Індонезії, на Тайвані, у В'єтнамі, Ірані, Південній Кореї, Південній Африці та Малайзії.
- Капітана Пікарда з шоу «Зоряний шлях» у серіалі «Сім'янин» зображено точно так само, як начальника Стена Сміта з серіалу «Американський тато!».
- У першій серії 13 сезону дії розгортаються у Спрінґфілді, а разом із героями серіалу в ньому, у якості має «запрошених гостей» беруть участь персонажі «Сімпсонів».